# Attaque de la flottille de la liberté pour Gaza
Pour les articles homonymes, voir Flottille de la liberté.
Au petit matin du 2 mai 2025, le Conscience, un navire de la flottille de la liberté pour Gaza, transportant de 16 à 30 militants internationaux des droits de l'homme, et de l'aide humanitaire à destination de la bande de Gaza, est attaqué par des drones dans les eaux internationales, au large de Malte. L'attaque se produit à environ 14-17 milles marins (26-31 km) de Malte, en dehors de ses eaux territoriales. Israël est accusé d'être à l'origine du tir,.

## Contexte

### Blocus de la bande de Gaza
Depuis le 9 octobre 2023 et à la suite des attaques du Hamas sur le territoire israélien du 7 octobre, Israël a imposé un « blocus total » à Gaza, coupant initialement la nourriture, l'eau, les médicaments, le carburant et l'électricité qu'il lui fournissait, avant d'assouplir partiellement les restrictions avec l'entrée d'une aide limitée à partir du 21 octobre 2023. 
Malgré un certain accès humanitaire, Israël maintient des restrictions sévères, bloquant 56 % de l'aide au nord de Gaza en janvier 2024 et empêchant les livraisons de nourriture à 1,1 million de Palestiniens d'ici février 2024.
Depuis le 2 mars 2025, Israël bloque complètement l'entrée de toutes les fournitures à Gaza, marquant ainsi la plus longue fermeture complète dans l'histoire du blocus utilisant la famine comme arme de guerre,. Le blocus crée ainsi des conditions de famine imminente exacerbées par les frappes aériennes sur les infrastructures alimentaires, les organisations d'aide signalant des marchés vides et des enfants mal nourris. 
Israël  conditionne la levée du blocus au retour des otages pris par le Hamas, une position critiquée comme un châtiment collectif et un crime de guerre potentiel qui aggrave considérablement la crise humanitaire à Gaza.

### Coalition de la flottille de la Liberté
Le navire, identifié comme le Conscience et enregistré sous le pavillon des Palaos, transporte de l'aide humanitaire et des militants dans le cadre d'une mission visant à protester contre le blocus israélien de la bande de Gaza par le biais d'une action directe non violente,. Il transporte des fournitures humanitaires et des activistes dans le cadre de leur mission humanitaire et politique. 
Le blocus fait l'objet d'une controverse internationale et des missions de flottilles de la liberté (en anglais, Gaza Freedom Flotilla, un mouvement pro-palestinien, né en 2010) similaires ont été interceptées par le passé, notamment lors du raid meurtrier de 2010 par Israël contre la flottille de Gaza (10 morts) et le Mavi Marmara,.
L'activiste climatique Greta Thunberg, l'ancien colonel de l'armée américaine Mary Ann Wright (en), ainsi que 40 autres activistes avaient prévu de monter à bord du navire à Malte
,,. Palaos a retiré son pavillon au Conscience avant l'attaque, et les autorités de Malte, de Grèce et de Turquie ont menacé de confisquer le navire s'il arrivait à bon port.

### LeConscience
Le navire utilisé par la flottille est le Conscience (IMO : 7211440), anciennement connu sous le nom de Majestic. Selon le Nordic Monitor, le navire appartient à l'ONG turque İnsani Yardım Vakfı (İHH). L'İHH a été décrite par certaines sources comme ayant des liens étroits avec les institutions de l'État turc et est accusée, en 2010, par Israël, d'être une organisation terroriste.

## Attaque
Le bâtiment quitte Bizerte, en Tunisie, le 29 avril et jette l'ancre à l'est de Malte le 1er mai à midi. Selon certaines informations, alors qu'il est encore à l'ancre, le navire est frappé peu après minuit, heure locale, le 2 mai, par ce qui est décrit comme des missiles lancés à partir de deux drones. Les projectiles semblent viser les générateurs du navire. Au moment où la communication est perdue, les drones tournent encore au-dessus du navire. L'attaque se serait produite vers 0 h 23, heure locale, à 17 milles nautiques au large des côtes de Malte, en dehors des eaux territoriales de Malte,,. Les rapports font état d'un incendie et d'une brèche dans la coque, mais l'étendue des dégâts n'a pas encore été vérifiée de manière indépendante,. Ces frappes exposent le navire à un risque imminent de naufrage,. 
Des vidéos postées par la coalition sur les médias sociaux montrent des flammes et de la fumée à bord du navire, et des images distinctes auraient capturé le son de deux explosions, bien que ces vidéos n'aient pas été vérifiées de manière indépendante,. L'armée israélienne se contente de déclarer qu'elle examine les rapports de l'attaque qui a eu lieu à 1 200 milles (2 000 km) d'Israël.

## Imputation

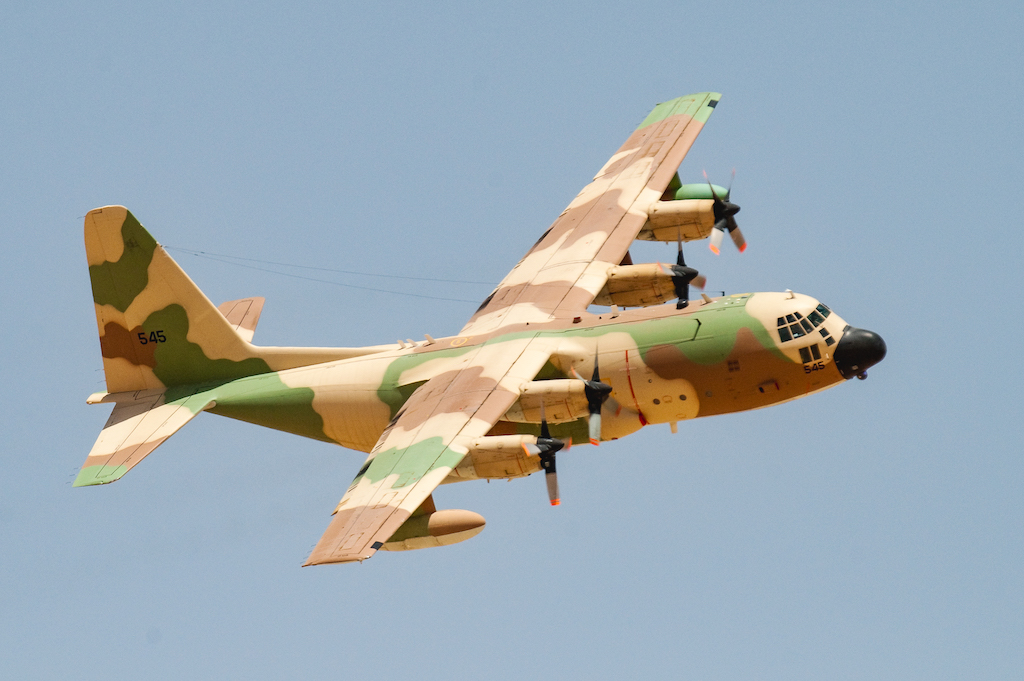
Un Lockheed C-130 Hercules israélien, similaire à celui ayant survolé les côtes maltaise peu avant l'attaque de la flottille de la liberté pour Gaza.

La coalition pour la flottille de la liberté attribue la responsabilité de l'attaque au drone à Israël, sans fournir de preuves,,. Ce jour là, un avion C-130 Hercules de l'armée de l'air israélienne est repéré au départ d'Israël et en direction de Malte, d'après les données de suivi de vol de l'ADS-B Exchange. Bien que l'avion n'ait pas atterri à l'aéroport international de Malte, il a maintenu une basse altitude — moins de 1 500 mètres — tout en volant près de l'est de Malte pendant une période prolongée. 
La question de savoir si l'avion a violé l'espace aérien maltais et européen n'est pas tranchée,. La présence de l'avion a lieu quelques heures avant l'attaque aux drones. Le C-130 est ensuite retourné en Israël environ sept heures après son départ,.

## Nouveau départ
Le 1er juin 2025, la coalition de la flottille de la liberté annonce l'envoi d'un nouveau navire, la Madleen, à partir de Catane en Sicile et à destination de Gaza afin d'y apporter une aide humanitaire avec à son bord une douzaine de personnes, dont Greta Thunberg, la militante écologiste suédoise. L'eurodéputée franco-palestinienne Rima Hassan est également présente à bord du bâtiment de la coalition, ainsi qu'une dizaine d'autres militants français et internationaux « dévoués à la cause palestinienne »,,.
Le 5 juin, Madleen dévie de son trajet pour sauver quatre naufragés migrant vers l'Europe. Ils sont ensuite pris en charge par une équipe envoyée par Frontex. Madleen reprend ensuite son trajet vers Gaza. Dans la nuit du 8 au 9 juin, alors que le bâtiment se trouve dans les eaux internationales, l’armée israélienne confirme être « montée à bord » du Madleen et Israël se félicite d'une « prise de contrôle rapide et sans heurts », tout en précisant que « les passagers doivent retourner dans leur pays d’origine ».